# Lakewood (condado de Oconto)
Lakewood es un lugar designado por el censo ubicado en el condado de Oconto en el estado estadounidense de Wisconsin. En el Censo de 2010 tenía una población de 323 habitantes y una densidad poblacional de 44,84 personas por km².

## Geografía
Lakewood se encuentra ubicado en las coordenadas 45°18′2″N 88°30′52″O / 45.30056, -88.51444. Según la Oficina del Censo de los Estados Unidos, Lakewood tiene una superficie total de 7.2 km², de la cual 7.2 km² corresponden a tierra firme y (0%) 0 km² es agua.

## Demografía
Según el censo de 2010, había 323 personas residiendo en Lakewood. La densidad de población era de 44,84 hab./km². De los 323 habitantes, Lakewood estaba compuesto por el 95.05% blancos, el 0.31% eran afroamericanos, el 2.48% eran amerindios, el 0.31% eran asiáticos, el 0% eran isleños del Pacífico, el 0% eran de otras razas y el 1.86% pertenecían a dos o más razas. Del total de la población el 0.62% eran hispanos o latinos de cualquier raza.